# Dimítrisz Liákosz
Dimítrisz Liákosz (görögül: Δημήτρης Λυάκος; Athén, 1966. október 19. –) görög író. A Poena Damni trilógia szerzője. Munkásságát a műfajt meghazudtoló forma és az irodalmi hagyományból származó témák avantgárd ötvözése jellemzi a rituálé, a vallás, a filozófia és az antropológia elemeivel.

## Élete
Athénban nőtt fel, és jogot tanult az ottani egyetemen. 1988 és 1991 között Velencében élt. 1992-ben Londonba költözött. Filozófiát tanult a londoni University College-ban. 2005-ben Berlinbe költözött. Jelenleg Berlinben és Athénban él.
A trilógia a prózát, a drámát és a költészetet felcseréli egy töredezett narratívában, amely a nyugati kánon néhány fő motívumát tükrözi. Terjedelem ellenére – a teljes szöveg nem haladja meg a kétszázötven oldalt – a munka befejezése harminc évig tartott, az egyes könyveket pedig ezalatt felülvizsgálták és különböző kiadásokban újra kiadták. időszak, és olyan fogalmak köré csoportosulnak, mint a bűnbak, a küldetés, a halottak visszatérése, a megváltás, a testi szenvedés, a mentális betegség. Lyacos szereplői mindig távol vannak a társadalomtól mint olyantól, szökevények, mint a Z213: Exit narrátora, számkivetettek egy disztópikus hátországban, mint az Emberekkel a hídról című film szereplői, vagy marakodtak, mint a főhős Az első halálból, akinek a túlélésért folytatott küzdelme egy sivatagszerű szigeten bontakozik ki. A Poena Damnit a "boldogtalanság allegóriájaként" értelmezték olyan szerzők műveivel együtt, mint Gabriel García Márquez és Thomas Pynchon, és a posztmodern fenséges képviselőjeként, valamint a század nevezetes antiutópikus alkotásai közé sorolták.
Dimítrisz Liákoszt nemzetközileg a legismertebb kortárs görög íróként tartják számon, és az ország legvalószínűbb jelöltje az irodalmi Nobel-díjra, valamint a Who's Who, a legkiemelkedőbbek adatbázisának szereplője.
Liákosz műveit kizárólag fordításban adják ki. 2024-ig nem jelent meg görög eredetiben trilógiája, valamint annak előzménye, az Amíg az áldozat a sajátunkká válik.

## Weboldal
- http://www.lyacos.net
- https://litera.hu/irodalom/elso-kozles/dimitris-lyacos-poena-damni.html (Hosszú részlet a Lyacos Z213: Exit című művéből, magyarra fordította Mihálycsa Erika, benne a fordító bevezetőjével a trilógiához.)